# Mušketýr

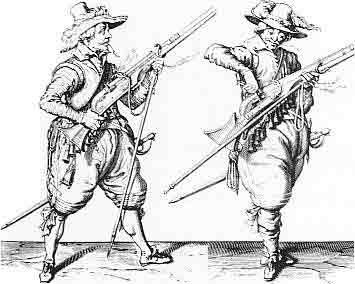
Mušketýři

Mušketýr byl voják ozbrojený mušketou, v některých armádách také vojenská hodnost.
Mušketýři se začali uplatňovat v armádách již koncem 16. století. Byli vyzbrojeni ručnicí (mušketou) s doutnákovým zámkem o váze 4–7 kg, ráže 10–20 mm. Dostřel muškety byl 200–300 m. Střelný prach nosili střelci v prachovnicích nebo v malých dřevěných pouzdrech (tzv. apoštolcích), zavěšených na koženém pásu, takzvaném bandalíru. Doutnák nosili mušketýři ovinutý kolem ramene nebo krku. Bývali vyzbrojeni ještě kordem, častěji i dýkou. Nabíjení a střelba s mušketou byly dosti náročné. Mušketa se nabíjela zepředu vestoje dřevěným nabijákem. Pro střelbu bylo zapotřebí, aby se mušketa opřela do kovové nebo dřevěné vidlice. Střelný prach se zapaloval na pánvičce pomocí doutnákového zámku. Nabíjení a střelba na počátku třicetileté války obsahovala 99 poloh a 163 povelů, koncem války díky zlepšení zbraně již jen 43 poloh. V bojových podmínkách vypálil zručný střelec za minutu až 3 rány.

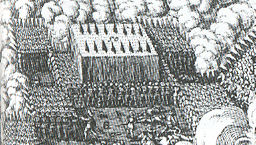
Sestava mušketýrů a pikenýrů

Mušketýři tvořili při bitvě sestavu s pikenýry, kteří byli vyzbrojeni 6 m dlouhým kopím. Počátkem 17. století byl poměr pikenýrů a mušketýrů 120 ku 160 v jednom pěším praporci. Protože nabíjení muškety bylo značně zdlouhavé, získával se čas výměnou předních bojových sestav. První řada vypálila salvu z mušket, pak se rozdělila do dvou částí a každá z nich odešla do jedné strany bojového sevřeného útvaru znovu nabíjet muškety. Pak tento manévr postupně uskutečnily další řady. Tak byla zajištěna nepřetržitá palba bojové sestavy. Při útoku jezdectva nebo když se blížila nepřátelská bojová sestava na malou vzdálenost, ustoupili mušketýři za pikenýry, kteří byli vyzbrojeni pro boj zblízka.
Během třicetileté války se bojové sestavy měnily a jejich činnost zdokonalovala, přičemž bylo dosaženo maximálního využití palných zbraní a lidí. Díky dobrému výcviku, lehčím mušketám a učlenění do třech řad mohly pálit tři řady mušketýrů současně. Mušketýři se tak stali v průběhu třicetileté války rozhodující silou na bojišti.
V druhé polovině 17. století byl vynalezen křesadlový zámek a pušky s kolečkovým a křesadlovým zámkem začaly postupně vytlačovat muškety. Na počátku 18. století již pušky s dlouhou hlavní, křesadlovým zámkem a mířidly zcela nahradily muškety.
Mušketýři ale nezmizeli úplně. Některé evropské armády (např. Prusko a Württembersko) používaly u pěchoty jako nejnižší hodnost Musketier až do první světové války. To proto, že mušketýr představoval na rozdíl od obyčejného vojína elitu. Po roce 1918 označení zmizelo a tak mušketýři zmizeli z ozbrojených složek úplně.